# José Ángel Jurado
José Ángel Jurado de la Torre (Sevilla, 21 de junio de 1992), más conocido como José Ángel, es un futbolista español. Juega en el medio del campo y su equipo es el R. C. Deportivo de La Coruña de la Segunda División de España.

## Trayectoria
Se formó en las categorías inferiores del Real Betis Balompié y, tras militar en su filial, en verano de 2011 firmó por el Villarreal C. F., entidad que lo cedió al Club Deportivo Mirandés.
En 2014 abandonó el filial castellonense para llegar al filial de la U. D. Almería. Al término de su primera campaña en el filial almeriense, se convirtió en jugador de la primera plantilla de la U. D. Almería.
En 2017 se marchó a Noruega para formar parte del F. K. Bodø/Glimt. Disputó la temporada 2019 en las filas del Sheriff Tiraspol de Moldavia, en donde jugó cedido por el equipo noruego. En el mes de mayo se proclamó campeón de Copa en Moldavia.
En agosto de 2019 se confirmó su vuelta a España y su fichaje por el Fútbol Club Cartagena. El 20 de julio de 2020 el equipo logró el ascenso a la Segunda División tras eliminar al Atlético Baleares en la tanda de penaltis en la eliminatoria del play-off. La siguiente temporada disputó 33 partidos en los que anotó dos goles.
El 8 de julio de 2021 renovó su contrato por una temporada. A pesar de ello, quince días después se marchó traspasado al Al-Wahda F. C. de los Emiratos Árabes Unidos.
El 12 de enero de 2022 se anunció su vuelta al Fútbol Club Cartagena. Sin embargo, tres días más tarde, el club comunicó que no podía ser inscrito por temas burocráticos, ya que lo había estado al inicio de temporada antes de su venta. Al día siguiente firmó por la Agrupación Deportiva Alcorcón hasta el final de la temporada.
El 3 de julio de 2022 fichó por el Club Deportivo Tenerife por dos temporadas. Estuvo una de ellas, ya que el 25 de julio de 2023 fichó por el R. C. Deportivo de La Coruña.

## Estadísticas

### Clubes
| Club                            | País                   | Año           | Partidos | Goles |
| ------------------------------- | ---------------------- | ------------- | -------- | ----- |
| Real Betis Balompié "B"         | España                 | 2010-2011     | 23       | 1     |
| Villarreal C. F. "B"            | España                 | 2011-2014     | 53       | 4     |
| C. D. Mirandés (cedido)         | España                 | 2011-2012     | 24       | 0     |
| U. D. Almería "B"               | España                 | 2014-2015     | 37       | 1     |
| U. D. Almería                   | España                 | 2015-2017     | 43       | 1     |
| F. K. Bodø/Glimt                | Noruega                | 2017-2019     | 54       | 3     |
| F. C. Sheriff Tiraspol (cedido) | Moldavia               | 2019          |          |       |
| F. C. Cartagena                 | España                 | 2019-2021     | 51       | 3     |
| Al-Wahda F. C.                  | Emiratos Árabes Unidos | 2021          | 17       | 1     |
| A. D. Alcorcón                  | España                 | 2022          | 17       | 1     |
| C. D. Tenerife                  | España                 | 2022-2023     | 29       | 1     |
| R. C. Deportivo de La Coruña    | España                 | 2023-presente | 64       | 1     |

Fuentes: BDFutbol y Transfermarkt

## Palmarés

### Campeonatos nacionales
| Título           | Club                   | País     | Año  |
| ---------------- | ---------------------- | -------- | ---- |
| Copa de Moldavia | F. C. Sheriff Tiraspol | Moldavia | 2019 |